# Gérard Sandoz (acteur)
 (mars 2021).
Si vous disposez d'ouvrages ou d'articles de référence ou si vous connaissez des sites web de qualité traitant du thème abordé ici, merci de compléter l'article en donnant les références utiles à sa vérifiabilité et en les liant à la section « Notes et références ».
Pour les articles homonymes, voir Sandoz (homonymie).
Gérard Sandoz est un acteur français né en 1964.
Après une enfance où il est employé régulièrement par la télévision (ORTF), il partage la vedette, en 1989, avec Isabelle Pasco pour le film de Jean-Jacques Beineix Roselyne et les Lions. En 2001, il joue le rôle d'un inspecteur de police dans Mortel transfert du même réalisateur.
Gérard Sandoz est une jeune vedette de la télévision française qui tourne dans plus de quinze téléfilms ou séries entre 1972 et 1982.
En 1976, le rôle de François le Champi lui attire une réelle popularité. De 8 à 18 ans, il ne quitte pour ainsi dire pas les plateaux des studios de télévision. À 24 ans son souhait d'interpréter le rôle principal d'un film de cinéma se réalise enfin.
Il est choisi par Jean-Jacques Beineix pour incarner le personnage masculin du film Roselyne et les Lions : deux jeunes gens abandonnent études et famille pour se consacrer au dressage des fauves et monter un numéro de cirque révolutionnaire.
Malgré d'importants moyens et une brillante réalisation, le film ne rencontrera pas le succès escompté.

## Filmographie
- 1972 : Les Rois maudits
- 1980 : La Boum
- 1989 : Roselyne et les Lions
- 1993 : Le Bœuf clandestin
- 2001 : Mortel Transfert